# 푸젠성 (중화민국)
푸젠성(중국어: 福建省, 민난어: Hok-kiàn 헉끼안)은 중화민국의 명목상 행정 구역이다.

## 역사
국공내전 중이던 1949년 8월, 중국대륙의 푸저우(福州)에서 진먼섬(金門島)로 패퇴한 국부군을 따라 중화민국 푸젠 성 정부도 옮겼다. 그 후, 중국인민해방군과의 전투를 이유로 1956년 7월부터 군정(軍政)이 실시되었고, 1992년 11월 7일에 종료했다. 1996년 1월 15일, 푸젠 성 정부는 타이베이현(臺北縣) 신뎬시(新店市)에서 진먼현(金門縣)으로 청사를 옮기고, 성 정부의 기능은 동결(凍省)되었다. 기능 동결 이후로는 관청으로서의 실질적 기능이 없었으며, 행정구역으로만 존재했다. 이후 2019년 1월 1일부터는 성 정부도 폐지되어 중화민국 헌법에만 남아있는 조직이 되었다.
형식적인 행정구역상으로는 중국 대륙 푸젠성의 모든 지역이 중화민국 푸젠 성에 포함되지만, 현재 실질적인 관할 지역은 중국 대륙 연안에 위치하고 있는 진먼섬, 마쭈 열도, 우추섬 뿐이다. 이 섬들과 중국 대륙 사이의 거리는 수km에 불과하며, 중화민국에서는 이 섬들을 진마 지구(金馬地區)로 총칭하고 있다.

## 행정 구역
- 진먼현(金門縣)
- 롄장현(連江縣)

## 같이 보기
- 타이완성
- 푸젠성
- 제1차 대만 해협 위기
- 진먼 포격전
- 제3차 대만 해협 위기
- 저장성 (중화민국)